# 王朝用 (南充)
王朝用（1487年—？年），字汝行，四川順慶府南充縣人，民籍，治《詩經》，明朝政治人物。

## 生平
四川鄉試第十七名舉人。正德十六年（1521年）中式辛巳科會試第一百九十九名，登第三甲第一百五十五名進士。授知縣，嘉靖七年（1528年）七月选授试御史理刑，十一年五月实授陕西道監察御史，十二年巡按直隶，十四年七月升陕西按察司佥事。

## 家族
曾祖王真；祖父王志方；父王崇應，母呂氏。具庆下。